# Pjotr Nyikolajevics Romanov orosz nagyherceg
Pjotr Nyikolajevics orosz nagyherceg (oroszul: Великий князь Пётр Николаевич  Романов; Szentpétervár, 1864. január 10./22. – Antibes, 1931. június 17.) orosz nagyherceg, az Orosz Cári Hadsereg vezérezredese.

## Élete

### Családja és gyermekkora
Pjotr Nyikolajevics nagyherceg 1864-ben látott napvilágot id. Nyikolaj Nyikolajevics nagyherceg és Alexandra oldenburgi hercegnő második, utolsó gyermekeként. Szülei házassága már a kezdetektől fogva nem működött: édesapja szeretőket tartott, édesanyja pedig minden idejét az orvoslásnak szentelte. Édesapjuk el akart válni, azonban Alekszandra nagyhercegné ebbe nem egyezett bele. Pjotr Nyikolajevics és egyetlen testvére, ifj. Nyikolaj Nyikolajevics mindvégig édesanyjuk mellett álltak; még akkor is, miután a nagyhercegné kolostorba vonult.
Mivel Alekszandra Petrovna figyelmét az orvoslás kötötte le, id. Nyikolaj nagyherceg pedig szeretőjéhez költözött, gyermekeiknek kevés figyelmet szenteltek. Ifj. Nyikolaj Nyikolajevics már korán a katonasághoz került, míg Pjotr Nyikolajevics gyenge egészsége miatt csak később csatlakozhatott a hadsereghez, így gyermekkora nagy részét nevelői társaságában töltötte. Az 1870-es évek végén Pjotr nagyherceg nevelését nagybátyja, II. Sándor cár vállalta magára. Édesanyja ekkor már Kijevben élt, édesapja és bátyja pedig az 1877–78-as orosz–török háborúban vettek részt. Pjotr Nyikolajevics beköltözött a Téli Palotába. Itt jó barátságba került a nála öt évvel idősebb Dmitrij Konsztantyinoviccsal és Pavel Alekszandroviccsal, valamint Alekszandr Mihajloviccsal és Georgij Mihajloviccsal. Ez utóbbi kapcsolat egy életre szóló, tartós barátságnak bizonyult.

Noha a család elvárásainak megfelelően Pjotr nagyherceg is a hadsereg szolgálatába lépett, tüdőbetegsége miatt a Krímen teljesített szolgálatot. Később visszavonult a katonaélettől, hogy az építészetnek és a művészeteknek szentelhesse életét.

### Házassága és gyermekei
1889. július 26-án Pjotr Nyikolajevics feleségül vette Milica montenegrói királyi hercegnőt. Milica hercegnő az ortodox kereszténységben a „Milica Nyikolajevna”  nevet kapta. Ő és nővére, Anasztázia hercegné is a szentpétervári Szmolnij Intézetben nevelkedtek orosz környezetben. A cári család örömmel fogadta őket köreibe, ám az „előkelő szentpéterváriak gúnyosan a markukba nevettek, gyenge kapcsolatnak tartva a lányokat”.
Milica Nyikolajevna és nővére, Anasztázia az okkultizmus híve volt. Eleinte egy „monsieur Philippe” nevű sarlatán követői közé tartoztak, de később Raszputyin társaságába szegődtek, a cári családra nézve súlyos következményekkel. Marija Fjodorovna anyacárnénak szilárd meggyőződése volt, hogy Milica és Anasztázia nagyhercegnék egyengették Raszputyin útját, és segítettek neki befolyásolni Alekszandra Fjodorovna cárnét.

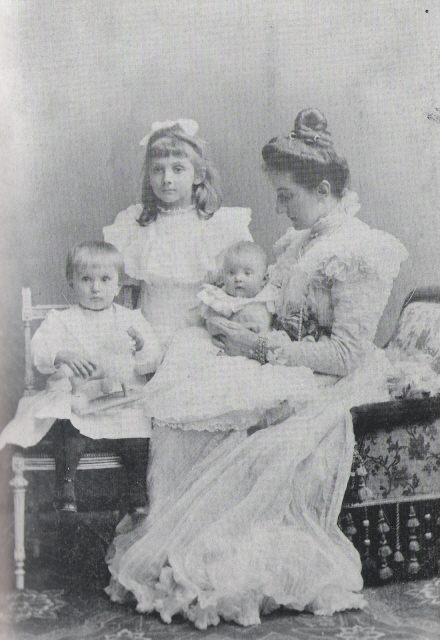
Milica Nyikolajevna nagyhercegné gyermekeivel

Pjotr nagyherceg és Milica nagyhercegné boldog házasságban éltek. Összesen négy gyermekük született, akik közül az utolsó két leány ikerpárként jött világra, ám az egyikük születése napján elhalálozott:
- Marina Petrovna hercegnő (1892–1981), házassága révén Golicina hercegné
- Roman Petrovics herceg (1896–1978)
- Nagyezsda Petrovna hercegnő (1898–1988), házassága révén Orlova hercegné
- Szofja Petrovna hercegnő (1898. március 3.), csecsemőként elhalálozott.

Szofja Petrovnát, Nagyezsda hercegnő ikerhúgát nagyanyjuk, Alekszandra Petrovna nagyhercegné temette el kijevi kolostorának udvarán. A gyermekek  III. Sándor cár rendelkezése mind hercegni rangot viseltek, annak ellenére, hogy egy nagyherceg utódjai voltak.

### Száműzetésben, halála
Az első világháború kirobbanásakor az uralkodó ifj. Nyikolaj Nyikolajevicset nevezte ki az orosz hadak főparancsnokának, míg Pjotr nagyherceg tulajdon bátyja alatt teljesített szolgálatot. 1915-ben ifj. Nyikolaj nagyherceget II. Miklós cár elmozdította a hadsereg főparancsnoki pozíciójából, és a Kaukázus cári helytartójává nevezte ki. A cári család teljes Nyikolajevics-ága ezt olyannyira zokon vette, hogy otthagyva az udvart, mindegyikük követte Nyikolaj nagyherceget a Kaukázusba. Később ez a kinevezés mentette meg az életüket.
1917-ben, a bolsevikok hatalomátvétele után a Nyikolajevicsek a Krímre mentek, ahol már több Romanov is gyülekezett, a bolsevikok elől menekülve. 1918 novemberében egy brit hadihajó érkezett a Krímre, hogy elszállítsa az életben maradt családtagokat. Az ajánlattal azonban csak páran éltek; a Nyikolajevicsek ottmaradtak Marija Fjodorovna anyacárnéval. 1919 elején a HMS Marlborough angol hajó újból menekülési lehetőséget kínált nekik, és ez alkalommal már nem utasították vissza.
Pjtor Nyikolajevics nagyherceg és szűkebb családi köre Konstantinápolyban átszállt a HMS Nelsonra, ami Olaszországba, Genovába vitte őket. Milica Nyikolajevna testvére, Ilona olasz királyné menedéket ajánlott fel számukra, így a család egy ideig olasz földön tartózkodott, később a legtöbb Romanovhoz hasonlóan Franciaországba telepedtek át. Pjotr Nyikolajevics itt halt meg 1931. június 17-én Antibes-ban.